# Ramón Acín Aquilué
Pour les articles homonymes, voir Acín.
Ramón Acín Aquilué (né le 30 août 1888 à Huesca, ville où il est mort assassiné le 6 août 1936), est un peintre, sculpteur, pédagogue et écrivain libertaire républicain espagnol, adversaire de la corrida.
Militant anarcho-syndicaliste espagnol, il est assassiné par les nationalistes espagnols lors de la Guerre d'Espagne.

## Biographie
Ramón Acín Aquilué commence en 1908, à Saragosse, des études de sciences, mais les abandonne un an plus tard pour se consacrer à sa vocation artistique.
Dès 1913, il s'intéresse aux idées anarchistes et prend part à Barcelone à la création de la revue La Ira (La Colère).
À Madrid entre 1916 et 1917, il se lie avec Federico García Lorca.
Il est nommé professeur de dessin à l'école normale de Huesca.
En 1918, il adhère à la Confédération nationale du travail et participe aux congrès en tant que représentant de la ville de Huesca où il jouit d'une grande popularité.
En 1922, il crée une académie de dessin à son domicile où il s'inspire de la pédagogie rationaliste de Francisco Ferrer, puis plus tard des réalisations pédagogiques de Célestin Freinet qu'il développe en Espagne.
Il milite également pour créer un mouvement de jeunes, et donne des cours du soir aux ouvriers et des conférences en faveur des prisonniers politiques.
Un article de soutien à l'anarchiste Juan Acher, condamné à mort après un attentat, lui vaut d'être emprisonné en 1924.
Sa participation à des soulèvements l'obligent ensuite à s'exiler un temps à Paris, en 1926, puis en 1931.
Il donne de nombreux articles à la presse libertaire où, outre des critiques d'art ou idéologiques, il manifeste un intérêt pour l'écologie, le végétarisme, le naturisme ou bien encore la défense animale.
Son œuvre artistique est très variée : dessins, caricatures, toiles peintes (notamment une vue de Grenade), mais aussi sculptures et collages surréalistes. Ami de Luis Buñuel, il produit grâce à un gros lot de loterie son film Terre sans pain.
En 1936, à Huesca, il est fusillé par les franquistes avec sa compagne, Concha Monrás.

## Filles
Avec la pianiste Concha Monrás, il a eu deux filles artistes : la peintre Katia Acín Monrás et la poétesse Sol Acín.